# The Flu - Il contagio
The Flu - Il contagio (감기?, GamgiMR; noto anche col titolo The Flu) è un film del 2013 diretto da Kim Sung-su.

## Trama
La storia si svolge nell'immaginaria Budang, 15 km da Seul, dove accadono tutta una serie di episodi.
I fratelli Ju Byung-woo e Ju Byung-ki sono trafficanti di immigrati e, aprendo un container, trovano gli stessi immigrati clandestini morti per una malattia sconosciuta.
Prendono con sé l'unico sopravvissuto, il giovane Monssai, e fanno un video col cellulare per mostrare al loro capo cosa hanno trovato, ma Byung-woo si ammala e Monssai fugge. I fratelli, quindi, vanno in una farmacia per curare Byiung-woo e il contagio viene trasmesso ad altri per via aerea che, quindi, lo diffondono in tutta la città.
All'ospedale di Budang, la dottoressa Kim In-hae viene rimproverata per aver perso dati importanti quando la sua auto è caduta in un burrone il giorno precedente, ma la sua borsa viene recuperata da Kang Ji‑koo  e da Bae Kyung-ub appartenenti ad una squadra di soccorso. Ji-goo risponde al telefono della borsa e la consegna alla figlia di In-hae: Mi-reu.
Nel frattempo le condizioni di Byung-woo peggiorano e inizia a vomitare sangue annerito per cui suo fratello lo porta in un pronto soccorso, dove è isolato per un'influenza sconosciuta. Ad assisterlo si trova proprio In-hae che trova il video del cellulare e teorizza che le condizioni nel container di spedizione hanno permesso al virus di mutare. I medici ipotizzano che si tratti di una forma di influenza H5N1 ma Byung-ki si rifiuta di rispondere alle domande sul contenitore, anzi, cerca di raggiungere suo fratello, che muore in quarantena, superando tutte le misure di sicurezza e esponendo diversi membri del personale dell'ospedale al contagio.
Monssai, intanto, salva Mi-reu dal rischio di investimento da un'auto e rivela di essere consapevole che sta diffondendo la malattia. Mi-reu chiama allora Ji-goo per aiutare il giovane malato, ma non lo ritrovano.
Il giorno successivo, molte più persone mostrano sintomi pronunciati e iniziano a tossire e si ipotizza di chiudere in quarantena la città, di circa mezzo milione di abitanti. I Centri del controllo e della prevenzione delle malattie (KCDC), determinano che il virus è un ceppo H5N1 mutato che può uccidere entro 36 ore e il governo stabilisce definitivamente la quarantena per tutta la città.
Gli ospedali e i sistemi di comunicazione vengono sopraffatti mentre i politici e il personale di ricerca evacuano e danno istruzioni al Primo Ministro, che fa un annuncio pubblico che aggrava il panico a Budang. La gente inizia a farsi prendere dal panico e a fare incetta di beni di prima necessità nei supermercati o inizia ad abbandonare la città prima che venga chiuso tutto. Ogni medicina non ha successo e si cerca il paziente zero sfuggito dal container.
In-hae rimane a Budang e si unisce a Ji-goo per cercare Mi-reu che aveva perso di vista. La trovano in un supermercato con persone che manifestano sintomi mentre la polizia antisommossa cerca di contenerle. I tre riescono a uscire prima che il supermercato sia bloccato e In-hae trova la possibilità di raggiungere Seul, ma Ji-goo rifiuta di abbandonare i suoi doveri per liberare quelli intrappolati nel negozio. In-hae e Mi-reu raggiungono l'ultimo elicottero per Seul, ma Mi-reu mostra i sintomi e le viene negato il passaggio.
Di notte, la quarantena di Budang viene rafforzata dall'esercito, dalle forze di riserva, dalle forze statunitensi e dal KCDC e la popolazione viene trasferita in un campo. Quelli che mostrano sintomi sono ulteriormente isolati in una zona di quarantena per persone infette per ricevere cure mediche, sebbene In-hae sappia che non avranno mai una cura per cui fa superare gli esami a Mi-reu nascondendo la sua malattia e mantenendo la maschera di protezione di Mi-reu in modo che non infetti gli altri.
Il secondo giorno, Monssai è trovato nella zona di isolamento ma la proposta di In-hae di iniettare direttamente i suoi anticorpi in un paziente viene annullata, tuttavia inizia segretamente una trasfusione a Mi-reu, le cui condizioni sono peggiorate. Successivamente, le condizioni reali di Mi-reu si rivelano e viene inviata alla zona di quarantena e messa con altri cadaveri per essere incenerita.
Ji-goo, però, salva Mi-reu recuperandola da un mucchio di corpi mentre la folla si ribella. In-hae e il personale medico fuggono dalla folla, ma Byung-ki uccide Monssai in un attacco suicida per vendicare la morte di suo fratello.
Mi-reu inizia a riprendersi e Ji-goo la porta verso l'autostrada per incontrare In-hae mentre, Gook-hwan, un uomo infetto che ha incitato disordini, guida la folla armata verso l'autostrada. Apprendendo che Mi-reu ha anticorpi, Gook-hwan spara a Ji-goo, provocando una micidiale battaglia tra la folla e i soldati.
Ji-goo nasconde Mi-reu, che si riprende completamente. Gook-hwan cerca di farsi una trasfusione di sangue, ma viene scoperto e ucciso in una lotta con Kyung-ub. Mi-reu fugge e viene spinta sul fronte della folla, che sta affrontando i soldati sull'autostrada. In-hae viene colpita mentre cerca di impedire a Mi-reu di attraversare la linea di contenimento. Mi-reu protegge sua madre e supplica che si fermino, quindi la folla protegge Mi-reu. Il presidente ordina ai soldati di ritirarsi e annulla l'attacco aereo. Mi-reu viene inviata a Seul per creare un vaccino mentre i team medici vengono inviati a Budang.

## Distribuzione
Il film è stato distribuito nelle sale coreane il 15 agosto 2013.